# Lulu Adams
Lulu Adams, nacida Louise Cranston (Malinas, 1900 - 1989) fue una artista de circo británica, considerada como la primera payasa del Reino Unido y la primera en actuar en el Ringling Brothers and Barnum & Bailey Circus.

## Trayectoria
Louise Cranston nació en una familia de circo inglesa. Su abuela fue la primera funambulista en actuar en el Hipódromo de Brighton, y su madre, Martha Cashmore, realizaba acrobacias ecuestres y adiestraba perros. Su padre, Joe Craston, era payaso y practicaba acrobacias, también fue elegido por el empresario circense George Sanger a los 9 años para convertirse en la figura central y el payaso solista más joven de su circo.
Su carrera comenzó cuando tenía doce años en Finlandia junto a su hermana Victoria. El dúo se convirtió en un espectáculo musical popular en los teatros de variedades de Inglaterra y el continente. Tocaba varios instrumentos, incluida la gaita; también bailaba, cantaba y hablaba francés y alemán con fluidez. Sus números combinaban aspectos musicales y partes cómicas. Fue una de las primeras payasas del Reino Unido en actuar en el Olympia de Londres. Generalmente usaba una peluca corta blanca rizada, maquillaje facial blanco, lentejuelas y un pequeño sombrero cónico. Durante un tiempo, también actuó en un espectáculo musical escocés junto a sus dos hermanos, Vicky y Joe, usando faldas tradicionales, llamado The Three Crastonians.
En 1927 conoció al payaso y director de teatro Albert Adams, quien se convirtió en su marido y compañero en su dúo cómico “Lulu y Albertino Adams”. Actuaron en Estados Unidos con el Ringling Brothers and Barnum & Bailey Circus en 1939, y se convirtió en la primera payasa en actuar en el Ringling, en el Circo Bertam Mills, en el The Blackpool Tower Circus, en el Circo Mammoth, entre otros. Cuando estalló la Segunda Guerra Mundial, regresaron al Reino Unido; ella se unió a la Cruz Roja Británica y su marido a la Asociación Nacional de Servicios de Entretenimiento. La pareja adaptó su espectáculo para entretener a las tropas, a los obreros de fábricas y a los niños evacuados.
En 1948 regresaron a Estados Unidos para relanzar sus carreras, pero su esposo murió repentinamente. A pesar de ello, continuó la gira en solitario con el Ringling. También diseñó trajes tanto para sus espectáculos como para otros, como los del Teatro Windmill. Además, de crear muñecas de trapo con retazos de las telas y joyería.
Se retiró en 1962 después de realizar giras con los circos más famosos de Inglaterra y Estados Unidos. Tras su retiro, regentó un hotel  bed and breakfast con su hermana, a la vez que vendía muñecas.

## Reconocimientos
Gracias a que en 2007, la investigadora Vanessa Toulmin encontró en una página de subastas una colección que contenía registros comerciales, recortes de periódicos, programas, cuadernos y folletos, así como una colección de fotografías en blanco y negro, algunas obras de arte originales y otros elementos relacionados con la vida personal y carrera de Adams, logró que fueran adquiridas por el National Fairground and Circus Archive (NFCA).